# Harshdeep Kaur

(Punjabi / Gurmukhi: ਹਰਸ਼ਦੀਪ ਕੌਰ; n. el 16 de diciembre de 1986 en Delhi) es una cantante de playback o reproducción india, conocida por interpretar géneros musicales como sufíes.

Harshdeep Kaur (Punjabi / Gurmukhi: ਹਰਸ਼ਦੀਪ ਕੌਰ; n. el 16 de diciembre de 1986 en Delhi) es una cantante de playback o reproducción india, conocida por interpretar géneros musicales como sufíes.

## Biografía
Harshdeep Kaur nació el 16 de diciembre de 1986 en el seno de una familia sij en Delhi y la música la heredó de su padre, Savinder Singh, dueño de una fábrica de instrumentos musicales. Además de estudiar, ella comenzó aprender música a la edad de seis años. Aprendió música clásica india junto al Sr. Tejpal Singh, conocido popularmente como por los hermanos Singh, y la música clásica occidental de George Pullinkala, Delhi Music Theatre. Más adelante, a la edad de doce años, con el fin de explorar el mundo de la música, ella se unió a la Escuela de Música en Nueva Delhi para aprender a tocar el piano. Ella es famosa por sus temas musicales de género sufíes.

## Filmografía
- Katiya Karoon – Rockstar (2011)[2]
- Jhak Maar Ke – Desi Boyz
- Baari Barsi – Band Baaja Baaraat (2010)
- Chand Ki Katori – Guzaarish (2010)
- Aafreen and Woh Lamha Phir Se Jeena Hai – Kajraare (2010)
- Lut Jaaon – Karzzzz (2008)
- Is Pal Ki Soch- Halla Bol (2008)
- Saajana – 1971 (2007)
- Dil Ne Ye Na Jaana – Red: The Dark Side (2007)
- Ik Onkar – Rang De Basanti (2006)
- Leja – Karam (2005)
- Udne Do – Taxi 9211 (2006)
- Ul Jalul – Oops (2003)
- Alag Alag – Oops (2003)
- Sajna Main Haari – Aapko Pehle Bhi Kahin Dekha Hai (2003)